# Фрауензе
Фрауензе (њем. Frauensee) општина је у њемачкој савезној држави Тирингија. Једно је од 61 општинског средишта округа Вартбург. Према процјени из 2010. у општини је живјело 916 становника. Посједује регионалну шифру (AGS) 16063029.

## Географски и демографски подаци
Фрауензе се налази у савезној држави Тирингија у округу Вартбург. Општина се налази на надморској висини од 280 метара. Површина општине износи 19,3 km². У самом мјесту је, према процјени из 2010. године, живјело 916 становника. Просјечна густина становништва износи 48 становника/km².

## Међународна сарадња
| Мјесто | Држава    | Врста сарадње | Од    |
| ------ | --------- | ------------- | ----- |
|        | Француска | контакт       | 2000. |
| Извор  |           |               |       |